# Amoreira (Almeida)
Amoreira ist ein Ort und eine ehemalige Gemeinde (Freguesia) im portugiesischen Kreis Almeida. In der Gemeinde lebten 178 Einwohner (Stand 30. Juni 2011).
Am 29. September 2013 wurden die Gemeinden Amoreira, Cabreira und Parada zur neuen Gemeinde União das Freguesias de Amoreira, Parada e Cabreira zusammengefasst. Amoreira ist Sitz dieser neu gebildeten Gemeinde.